# Saeed al-Ghamdi
Saeed Abdallah Ali Sulayman al-Ghamdi (21 de Novembro de 1979 - 11 de Setembro de 2001). Nascido na Arábia Saudita, ele foi um dos 19 terroristas envolvidos no atentado de 11 de setembro de 2001, ele se localizava no avião da United Arlines de voo 93, que fracassou na sua missão de bater o avião em um prédio-símbolo dos Estados Unidos.